# Corrupção em Burquina Fasso
Corrupção em Burquina Faso é um problema que permeia todos os setores da sociedade. A corrupção burocrática em Burquina Faso é particularmente desenfreada e foi uma das principais razões para a revolta popular de 2014, que derrubou Blaise Compaoré, presidente do país por 27 anos.

## Legado de corrupção
Burquina Faso conquistou sua independência da França em 1960, quando o então primeiro-ministro e capitão do exército Thomas Sankara liderou um golpe militar bem-sucedido. Como líder do recém-estabelecido governo comunista, ele consolidou seu poder com um ambicioso plano de desenvolvimento focado na reforma socioeconômica e na nacionalização da extração de recursos naturais. A retórica anticorrupção de Sankara, exemplificada pelo novo nome do país—Burquina Faso, que significa "terra dos homens incorruptíveis"—forneceu apoio ideológico para essas iniciativas.
Em 1987, no entanto, Sankara foi assassinado e substituído por Blaise Compaoré. Seu sucessor introduziu um plano que enfatizava a democratização de Burquina Faso, o estabelecimento de um sistema multipartidário e um processo de descentralização. Sob seu governo, o país entrou no que foi descrito como a trajetória usual de um país "Francafricano": corrupção, saque de recursos minerais, assassinatos políticos e nepotismo. Para perpetuar seu regime, Compaoré criou redes de clientelismo e patronato, além da dura repressão à oposição política. Durante anos, a corrupção burocrática persistiu no país, afetando setores-chave do governo, como o judiciário, a saúde pública e a educação. Isso também criou uma cultura de impunidade, tornando os esforços para combater o problema desafiadores.

## Classificação internacional
No Índice de Percepção da Corrupção de 2024 da Transparency International, Burquina Faso obteve uma pontuação de 41 em uma escala de 0 ("altamente corrupto") a 100 ("muito limpo"). Quando classificado por pontuação, o país ficou na 82ª posição entre os 180 países do índice, no qual a nação em primeiro lugar é percebida como tendo o setor público mais honesto.
Para comparação com as pontuações regionais, a média entre os países da África Subsaariana  foi 33. A maior pontuação na região foi 72, enquanto a menor foi 8.
Comparando com as pontuações globais, a melhor foi 90 (1º lugar), a média mundial foi 43 e a pior pontuação foi 8 (180º lugar).

## Casos de corrupção
O exemplo mais notável de corrupção em Burquina Faso envolveu Blaise Compaoré, que governou o país por quase três décadas. Seu regime, iniciado em 1987, foi marcado por abuso de poder e corrupção generalizada, especialmente pelo desvio e mau uso de fundos públicos. Quando assumiu o poder após o assassinato de seu antecessor, Thomas Sankara, Compaoré consolidou sua posição suprimindo a oposição e manipulando o processo eleitoral.
Com o passar dos anos, surgiu uma cultura de impunidade, e Compaoré, juntamente com seu círculo próximo, envolveu-se em atividades ilícitas para se enriquecer. Temendo ser processado e preso, ele tentou se manter no poder por meio da repressão à oposição política e da exploração de processos políticos falhos. Centenas de pessoas foram mortas impunemente durante o regime de Compaoré.
Um caso notório foi o assassinato do jornalista Norbert Zongo, que investigava a morte do motorista do irmão do presidente, François Compaoré. O governo alegou que a morte de Zongo foi um acidente, mas isso gerou protestos generalizados e acusações de encobrimento.
Quando Compaoré foi deposto na revolta de 2014, ele já havia acumulado um patrimônio estimado em 275 milhões de dólares. Após sua fuga do país, dois de seus ministros, Jean Bertin Ouedraogo e Jerome Bougouma, foram presos e acusados de desvio de fundos públicos e enriquecimento ilícito. Os ex-ministros estavam entre oito membros do gabinete investigados pelo Conselho Nacional de Transição por corrupção.

## Impacto
A corrupção tem um impacto significativo em Burquina Faso e em sua população. O desvio de fundos públicos dificulta o acesso dos cidadãos aos serviços essenciais. Para obter os escassos recursos e serviços disponíveis, muitas pessoas precisam recorrer ao suborno.
O mau uso dos recursos públicos também prejudicou o desenvolvimento econômico e expôs o país a diversas ameaças, incluindo a segurança interna. Em 2015, um ano considerado de transição para o país, terroristas islâmicos conseguiram infiltrar-se em Burquina Faso, e os governos subsequentes não conseguiram conter o problema. Em 2024, cerca de dois milhões de pessoas foram deslocadas devido a essa ameaça e à violência perpetrada pelas forças de segurança do país. O conflito também levou à perda do controle governamental sobre cerca de 40% do território nacional.